# 猪八戒吃西瓜
《猪八戒吃西瓜》是一部中国上海美术电影制片厂制作的剪纸动画，是中国的第一部剪纸动画片。改编自儿童文学《猪八戒新传》。

## 剧情简介
唐三藏、孙悟空、猪八戒和沙僧师徒四人去西天取经，正值六月暑天，天气炎热，四人又饥又渴。悟空决定去找些吃的，八戒也要求同去。走了一半路，八戒假装肚子不舒服，让悟空一个人先去，自己却躲在树下睡觉。八戒睡觉时，无意间发现了一个大西瓜，他便把西瓜分为四块，自己先吃了一块，可因为嘴馋，把本来想分给师兄弟和师傅的那三块也吃了。这一切刚好被采完果子回来的悟空看见，悟空和八戒一同回师傅那里，途中悟空暗中施法，使得八戒接连踩到西瓜皮、摔跟头。八戒最后在师傅面前承认了错误。